# Ноел Аиро
Ноел Аиро (јап. ノエル, Noeru) је споредни лик серијала Сирене у ком има улогу принцезе сирене Северног леденог океана и носиоца тамноплавог бисера. Након што њено краљевство буде уништено од стране злих морских сила, она покушава да побегне али бива ухваћена и заточена од стране Гаидеа. Међутим, након његовог пораза, Ноел се враћа да своје краљевство поново изгради и остатак живота проводи на копну са новом мисијом да заједно са осталим принцезама сиренама заштити свет од нове опасности која му прети.
Ноел изгледа слично као и њена сестра близнакиња Карен. Исте су висине и имају исту фризуру; Међутим, њена коса је тамноплава за разлику од Карен чија је коса љубичаста, и очи су им такође различитих боја. Обе имају младеж, али на супротним образима. Ноел повремено носи наочаре.

## Историја
Ноел је рођена петнаест година пре почетка радње у поноћ између 13. и 14. фебруара, само неколико тренутака пре своје сестре близнакиње Карен, принцезе сирене љубичастог бисера. Међутим, сестре су рођене на супротним половима планете, Арктику и Антарктику што је резултирало тиме да се никада уживо не сретну. У наредном периоду, Ноел је живела релативно мирним животом, све док Гаиде и његови поданици нису напали и уништили њено краљевство. Покушавши да сачува живот, Ноел бежи и успут среће принцезу зеленог бисера Рину чије је краљевство такође уништено. Лутајући океаном заједно неко време, пресреће их Јури, једна од Гаидеових Мрачних љубавница и покушава да их ухвати обе. Међутим, Ноел се жртвује омогућивши тако Рини да побегне и потражи уточиште на копну. Након што Гаиде успе да је зароби, Ноел бива затворена у једну од стаклених витрина у његовом дворцу на дну океана.
У једној од последњих епизода прве сезоне, Луција, Хенон, Рина и Карен одлазе у Гаидов дворац и спашавају Ноел и Коко. Удружених шест сирена помажу принцези сирени индијског океане – Сари да опет постане добра. Уз помоћ Хипа и Каита, Принцезе сирене успевају да победе Гаида и да врате мир у море. Ноел се касније враћа у своје краљевство како би га поново изградила.